# 촨
촨(중국어 간체자: 串, 병음: chuàn)은 고기 등 재료를 꼬챙이에 꿰어 구워 먹는 중국의 음식이다. 원래는 신장 위구르 자치구에서 위구르족 등 무슬림들이 양고기로 만들어 먹던 칭전 요리로, 중국 전역으로 퍼지면서 베이징과 선양 등 각지에서 양꼬치 이외에도 다양한 재료로 널리 먹는 길거리 음식이 되었다. 중국의 다른 지역에서는 보통 즈란을 뿌려 굽지만, 신장에서는 뿌리지 않는다.
대한민국에서는 흔히 양꼬치(중국어 간체자: 羊肉串, 병음: yángròu chuàn)나 뀀으로 알려져 있다. 1990년대 들어 길거리에서 음식을 먹는 문화가 없는 조선족들이 양꼬치를 배기 시설이 있는 실내에서 먹기 시작하였고, 꼬치를 회전시키며 자동으로 구워 주는 기계도 개발하였다. 대한민국에는 이 연변식 양꼬치가 들어온 것이다. 처음에는 서울특별시 구로구 가리봉동, 광진구 자양동 일대 등 조선족 밀집 지역에서 주로 팔다가, 2010년대 들어 전국적으로 유행하고 있다. 2015년에는 tvN 《SNL 코리아》에서 배우 정상훈이 “양꼬치엔 칭따오”라는 대사가 유행하기도 하였다.

## 같이 보기
- 아로스티치니
- 케밥
- 사테
- 샤실리크